# Tilde barré (diacritique)
Cette page contient des caractères spéciaux ou non latins. S’ils s’affichent mal (▯, ?, etc.), consultez la page d’aide Unicode.
Le tilde barré suscrit est un signe diacritique utilisé dans les extensions de l’alphabet phonétique international pour indiquer qu’un son est dénasalisé, par opposition au tilde suscrit indiquant la nasalisation.

## Utilisation
Dans les extensions de l'alphabet phonétique international, le tilde barré suscrit est utilisé au-dessus d’un symbole pour indiquer que ce son est dénasalisé, c’est-à-dire prononcé sans nasalisation, par exemple : [m͊] représentant un [m] dénasalisé comme lorsqu’il y a une obstruction dans le nez ou, lorsqu’il est entre parenthèse, [m͊᪻] représentant un [n] partiellement dénasalisé.